# Luling (Texas)
Luling é uma cidade localizada no estado norte-americano do Texas, no Condado de Caldwell.

## Demografia
Segundo o censo norte-americano de 2000, a sua população era de 5080 habitantes.
Em 2006, foi estimada uma população de 5398, um aumento de 318 (6.3%).

## Geografia
De acordo com o United States Census Bureau tem uma área de
9,9 km², dos quais 9,9 km² cobertos por terra e 0,0 km² cobertos por água. Luling localiza-se a aproximadamente 125 m acima do nível do mar.

## Localidades na vizinhança
O diagrama seguinte representa as localidades num raio de 32 km ao redor de Luling.